# The Adventures of Mary-Kate & Ashley
The Adventures of Mary-Kate and Ashley är en amerikansk TV-serie med huvudpersonerna Mary-Kate och Ashley Olsen. TV-serien började sändas 1994 och avslutades 1997.
TV-serien handlade om de två detektiverna Mary-Kate och Ashley. De är små detektiver som löser mysterier.
Mary-Kate och Ashley Olsen var 8 år gamla när de började med tv-serien. Det är en dualstarserie.

## Avsnitt
- The Adventures of Mary-Kate & Ashley: The Case of the Christmas Caper
- The Adventures of Mary-Kate & Ashley: The Case of the Fun House Mystery
- The Adventures of Mary-Kate & Ashley: The Case of the Hotel Who-Done-It
- The Adventures of Mary-Kate & Ashley: The Case of the Logical i Ranch
- The Adventures of Mary-Kate & Ashley: The Case of the Mystery Cruise
- The Adventures of Mary-Kate & Ashley: The Case of the SeaWorld Adventure
- The Adventures of Mary-Kate & Ashley: The Case of the Shark Encounter
- The Adventures of Mary-Kate & Ashley: The Case of Thorn Mansion
- The Adventures of Mary-Kate & Ashley: The Case of the U.S. Space Camp Mission
- The Adventures of Mary-Kate & Ashley: The Case of the United States Navy Adventure
- The Adventures of Mary-Kate & Ashley: The Case of the Volcano Mystery

## Några extra videor
Det var extra videor också, bland annat
- The Amazing Adventures of Mary-Kate & Ashley
- The Favorite Adventures of Mary-Kate and Ashley

## Böcker[förtydliga]
- The Case of the Unicorn Mystery
- The Case of the Icy Igloo Inn
- The Case of the Hidden Holiday Riddle
- The Case of the Haunted Maze
- The Case of the Dog Show Mystery
- The Case of the Easter Egg Race
- The Case of the Clue at the Zoo
- The Case of the Nutcracker Ballet
- The Case of the Tattooed Cat
- The Case of Camp Pom-Pom
- The Case of Clue\'s Circus Caper
- The Case of the Sundae Surprise
- The Case of the Hollywood Who-Done-It
- The Case of the Candy Cane Clue
- The Case of the Giggling Ghost
- The Case of Camp Crooked Lake
- The Case of the Weird Science Mystery
- The Case of the Mall Mystery
- The Case of the Game Show Mystery
- The Case of the Jingle Bell Jinx
- The Case of the Screaming Scarecrow
- The Case of the Dog Camp Mystery
- The Case of the Logical I Ranch
- The Case of the High Seas Secret
- The Case of The Flapper \'Napper
- The Case of the Golden Slipper
- The Case of the Creepy Castle
- The Case of The Flying Phantom
- The Case of The Cheerleading Camp Mystery
- The Case of The Rock Star's Secret
- The Case of The Slam Dunk Mystery
- The Case of The Big Scare Mountain Mystery
- The Case of The Green Ghost
- The Case of the Surfing Secret
- The Case of The Summer Camp Caper
- The Case of the Great Elephant Escape